# Государственный переворот в Коста-Рике (1870)
Государственный переворот 27 апреля 1870 года в Коста-Рике был осуществлён военной верхушкой во главе с Томасом Гуардией Гутьерресом. Его успех положил начало периода в истории страны, известного как Либеральное государство. По итогам событий 1870 года также была принята Конституция Коста-Рики 1871 года, действовавшая наиболее продолжительное время в коста-риканской истории, до 1948 года.
В ходе переворота фактический президент Хесус Хименес Самора был свергнут. Первоначально заговор был организован бывшим президентом Хосе Марией Монтеалегре Фернандесом, который таким образом пытался вернуть власти силой. Группа солдат во главе с Томас Гуардией тайно проникла в штаб армии, сумела захватить его и сохранить контроль. Однако Гуардия передала власть не Монтеалегре, а Бруно Каррансе, который вскоре подал в отставку. Конгресс, в котором доминировали сторонники Гуардии, назначили его президентом напрямую. Гуардия был очень популярен среди военных, особенно за проявленный им героизм в войне с флибустьерами.
В то время как Монтеалегре и Хименес принадлежали к группе антимористов, которые свергли и казнили героя войны с флибустьерами Хуана Рафаэля Мору Порраса, а также стремились стереть о нём память в истории Коста-Рики, Гуардия, напротив, был сторонником Моры и после переворота приложил немало усилий, чтобы связать свою собственную личность и своё правительство с фигурой Моры .
Гуардия не принадлежал к могущественной кофейной олигархии Коста-Рики — политической элите, которая до этого момента правила страной непрерывно. Его власть основывалась только на верности армии. Сразу после переворота Гуардия созвал Конституционную ассамблею, которая занималась разработкой новой конституции, весьма прогрессивной для того времени и имевшей в основе либеральные идеи. Он отменил смертную казнь и пытки, «опустошил» политическую систему и провел множество инфраструктурных работ.
При его режиме дата переворота 1870 года отмечалась ежегодно с участием музыкальных трупп, колесивших по стране, гражданскими акциями в муниципальных советах в каждой столице провинции, военными парадами, религиозными службами и банкетом. Гуардия уверенно правил Коста-Рикой до своей смерти в 1882 году.